# World Heavyweight Championship (WWE, 2002-2013)
El World Heavyweight Championship (Campeonato Mundial de Peso Pesado, en español) fue un campeonato mundial de lucha libre profesional creado y utilizado por la compañía estadounidense WWE. El campeonato se creó el 2 de septiembre de 2002. El último campeón fue Randy Orton, quien unificó el campeonato con el Campeonato de la WWE tras derrotar a John Cena en TLC: Tables, Ladders and Chairs.
Fue el segundo campeonato de mayor prestigio dentro de la compañía . Los combates por el campeonato solían ser el main event de los eventos pago por visión (PPV) de la empresa, incluido WrestleMania, el evento más importante de la WWE, como es el caso de WrestleMania XX , WrestleMania 21 y WrestleMania XXIV.
Entre 2002 y 2013, este título fue uno de los tres títulos mundiales en WWE, junto con el WWE Championship  (1963-presente) y el ECW Championship (2006−2010). Después del retiro del último, volvió a ser el segundo título mundial de la compañía hasta que fue retirado a finales de 2013.
El diseño del campeonato fue siempre el Big Gold Belt, que también fue utilizado por el Campeonato Mundial Peso Pesado de la NWA en la National Wrestling Alliance (NWA) entre 1986 y 1991, y por el Campeonato Mundial Peso Pesado de la WCW en la World Championship Wrestling entre 1991 y 2001, pero ambos campeonatos no poseen ninguna relación de linaje o historia con esta versión del campeonato.
Un luchador que obtenía este campeonato era un potencial Campeón Triple Corona y Gran Campeón.
Un nuevo Campeonato Mundial Peso Pesado se dio a conocer en abril de 2023 con un diseño de cinturón similar al Big Gold Belt. Los excampeones fueron mencionados en el torneo para coronar a un nuevo campeón, aunque el nuevo título no lleva el mismo linaje. Este nuevo título fue ganado por Seth «Freakin» Rollins en Night of Champions.

## Historia

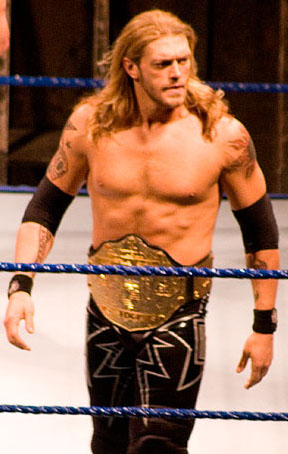
Edge, el siete veces campeón, ha sido responsable de varios de los cambios de marca del campeonato.

En 2002, el plantel de la WWF se había duplicado debido a la abundancia de empleados. Como resultado, la WWF dividió a su plantel en dos programas televisivos o marcas, RAW y SmackDown!, asignando campeonatos exclusivos a cada marca y generando rivalidad entre ellas. En mayo de 2002, la WWF se pasó a llamar World Wrestling Entertainment (WWE). Después de esos cambios, el campeón Indiscutido de la WWE se mantuvo excluido de la separación de marcas, pudiendo ser retado por el título por cualquier luchador de la empresa. Luego de que Eric Bischoff y Stephanie McMahon fueran establecidos como los gerentes generales de RAW y SmackDown!, respectivamente, Stephanie contactó al entonces campeón Brock Lesnar para que se uniera de manera exclusiva a su marca, dejando a RAW sin un título mundial. En la edición de Raw del 26 de agosto de 2002 HHH derrotó a The Undertaker en una lucha de retador número 1 con ayuda de Brock Lesnar esa misma noche Lesnar abandonaría la marca Raw con el Campeonato indiscutible siendo exclusivo de Smackdown!. Esto provocó que Eric Bischoff anunciara la creación del Campeonato Mundial de la WWE basándose en el antiguo cinturón del Campeonato de la WCW, el 2 de septiembre de 2002, otorgándoselo a Triple H (por ser el retador original de Brock Lesnar en el PPV Unforgiven de ese año y también por ser HHH el último hombre en portar la réplica del campeonato mundial de WCW en abril de 2002 como campeón indiscutible) dejando el título exclusivo de la marca RAW y defendiendo el Campeonato por primera vez ante Ric Flair esa misma noche. Inmediatamente después, el Campeonato Indiscutido de la WWE portado por Brock Lesnar volvió a ser llamado Campeonato de la WWE.
Después de los eventos de la extensión de marcas, un draft anual fue establecido, en donde los miembros del plantel de la WWE son asignados a una nueva marca. Tres años después de su creación, el campeonato cambió de marca después del Draft 2005, en donde el Campeón de la WWE John Cena, fue enviado a RAW, mientras que el campeón Mundial Peso Pesado Batista, fue enviado a SmackDown!. El campeonato permaneció por casi tres años en SmackDown!, hasta que en la edición del 30 de junio de 2008 en RAW, CM Punk usó su oportunidad del Money in the Bank frente al entonces campeón Edge, llevando el campeonato a RAW. El 15 de febrero de 2009 en No Way Out, Edge ganó una Elimination Chamber, ganando el Campeonato Mundial Peso Pesado de la WWE; sin embargo, como Edge era miembro de SmackDown!, el campeonato fue enviado a esa marca. En WrestleMania XXV, el 5 de abril de 2009, John Cena (miembro de RAW) derrotó a Edge (el entonces campeón) y The Big Show (ambos miembros de SmackDown!) en un Triple Threat Match, ganando el campeonato. Como resultado, el campeonato volvió a RAW. Menos de un mes después, Edge derrotó a Cena el 26 de abril de 2009 en Backlash, regresando el campeonato a SmackDown!.
El 15 de diciembre de 2013, en el evento WWE TLC, el Campeón de la WWE Randy Orton se enfrentó al Campeón Mundial Peso Pesado John Cena para unificar los dos campeonatos, saliendo vencedor el primero y quedando el Campeonato de la WWE como título vigente y renombrado como Campeonato Mundial de Peso Pesado de la WWE. El Campeonato Mundial Peso Pesado fue oficialmente desactivado pero el campeón siguió portando las dos correas hasta agosto de 2014, cuando al día siguiente de SummerSlam el Campeonato de la WWE fue rediseñado y el "Big Gold Belt" se retiró definitivamente.

## Nombres

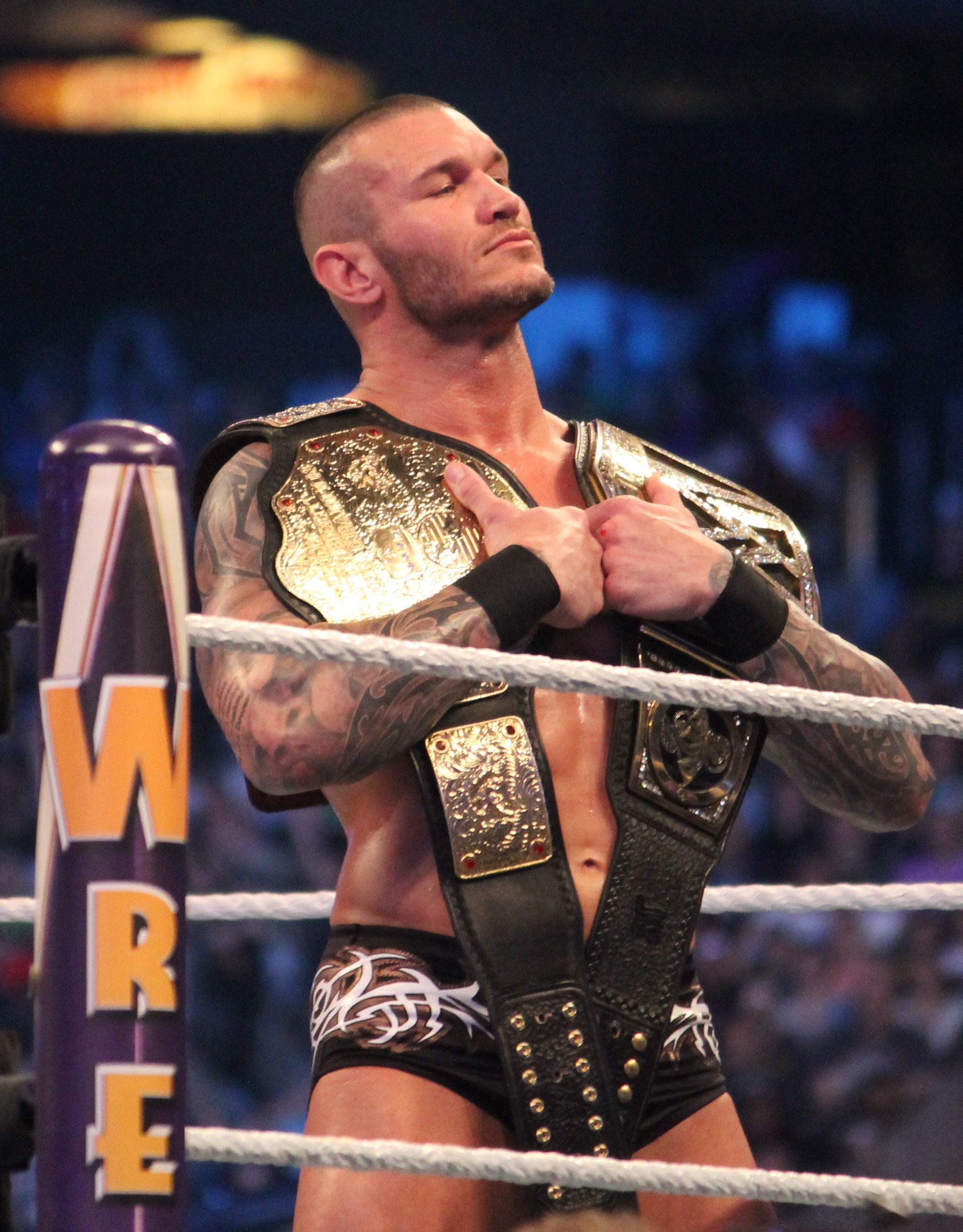
Randy Orton fue el último portador del título en 2013, se unificó con el WWE Championship, haciendo así desaparecer el Big Gold Belt de manera definitiva del róster de WWE.

Todos los cambios de nombre del título se debieron a los 2 reinados del luchador Rey Mysterio y el reinado de Daniel Bryan, quienes no son luchadores de peso pesado, debiendo ser renombrado el título solo durante esos reinados.
| Nombre                         | Años                                          |
| ------------------------------ | --------------------------------------------- |
| World Heavyweight Championship | 26 de agosto de 2002 — 2 de abril de 2006     |
| World Heavyweight Championship | 23 de julio de 2006 — 20 de junio de 2010     |
| World Heavyweight Championship | 18 de julio de 2010 — 18 de diciembre de 2011 |
| World Heavyweight Championship | 1 de abril de 2012 — 15 de diciembre de 2013  |
| World Championship             | 2 de abril de 2006 — 23 de julio de 2006      |
| World Championship             | 20 de junio de 2010 — 18 de julio de 2010     |
| World Championship             | 18 de diciembre de 2011 — 1 de abril de 2012  |

## Campeones

### Lista de campeones
|                             | Luchador        | N.º | Fecha                    | Días | Show o evento                 | Notas y referencias |
| --------------------------- | --------------- | --- | ------------------------ | ---- | ----------------------------- | --- |
| WWE Ruthless Aggression Era |                 |     |                          |      |                               | |
| WWE Raw                     |                 |     |                          |      |                               | |
| 1                           | Triple H        | 1   | 2 de septiembre de 2002  | 76   | RAW Zone                      | Otorgado por Eric Bischoff debido a que HHH era el retador oficial de Brock Lesnar para Unforgiven 2002 y al ser esté el último hombre en portar la réplica del Campeonato de WCW en abril de 2002. |
| 2                           | Shawn Michaels  | 1   | 17 de noviembre de 2002  | 28   | Survivor Series               | Derrotó a Triple H, Booker T, Kane, Chris Jericho y Rob Van Dam en un Elimination Chamber match. |
| 3                           | Triple H        | 2   | 15 de diciembre de 2002  | 280  | Armageddon                    | Fue un Three Stages of Hell match. |
| 4                           | Goldberg        | 1   | 21 de septiembre de 2003 | 84   | Unforgiven                    | Fue un Career vs. Title match. |
| 5                           | Triple H        | 3   | 14 de diciembre de 2003  | 91   | Armageddon                    | Derrotó a Goldberg y Kane. |
| 6                           | Chris Benoit    | 1   | 14 de marzo de 2004      | 154  | WrestleMania XX               | Derrotó a Triple H y Shawn Michaels. |
| 7                           | Randy Orton     | 1   | 15 de agosto de 2004     | 28   | SummerSlam                    | Derrotó a Chris Benoit y se convirtió en el Campeón Mundial más joven en la historia de WWE con 24 años de edad.                                                                                    |
| 8                           | Triple H        | 4   | 12 de septiembre de 2004 | 85   | Unforgiven                    | |
| —                           | Vacante         | —   | 6 de diciembre de 2004   | —    | RAW Zone                      | Después de una lucha entre Triple H, Chris Benoit y Edge en la que Edge cubrió a Benoit y a la vez Edge se rindió.                                                                                  |
| 9                           | Triple H        | 5   | 9 de enero de 2005       | 84   | New Year's Revolution         | Derrotó a Chris Benoit, Randy Orton, Edge, Chris Jericho y Batista en una Elimination Chamber match.                                                                                                |
| WWE SmackDown               |                 |     |                          |      |                               | |
| 10                          | Batista         | 1   | 3 de abril de 2005       | 282  | WrestleMania 21               | Este es el reinado más largo del campeonato. |
| —                           | Vacante         | —   | 10 de enero de 2006      | —    | Friday Night SmackDown!       | Debido a una lesión de Batista. |
| 11                          | Kurt Angle      | 1   | 10 de enero de 2006      | 82   | Friday Night SmackDown!       | Ganó una Battle Royal de 20 hombres. |
| 12                          | Rey Mysterio    | 1   | 2 de abril de 2006       | 112  | WrestleMania 22               | Derrotó a Kurt Angle y Randy Orton. Durante su reinado el título se nombró como World Championship.                                                                                                 |
| 13                          | King Booker     | 1   | 23 de julio de 2006      | 126  | The Great American Bash       | |
| 14                          | Batista         | 2   | 26 de noviembre de 2006  | 126  | Survivor Series               | |
| 15                          | The Undertaker  | 1   | 1 de abril de 2007       | 37   | WrestleMania 23               | |
| 16                          | Edge            | 1   | 8 de mayo de 2007        | 70   | Friday Night SmackDown!       | Usó su oportunidad del Money in the Bank. |
| —                           | Vacante         | —   | 17 de julio de 2007      | —    | Friday Night SmackDown!       | Debido a una lesión de Edge. |
| 17                          | The Great Khali | 1   | 17 de julio de 2007      | 61   | Friday Night SmackDown!       | Ganó una Battle Royal de 20 hombres. |
| 18                          | Batista         | 3   | 16 de septiembre de 2007 | 91   | Unforgiven                    | Derrotó a The Great Khali y Rey Mysterio. |
| 19                          | Edge            | 2   | 16 de diciembre de 2007  | 105  | Armageddon                    | Derrotó a Batista y The Undertaker. |
| 20                          | The Undertaker  | 2   | 30 de marzo de 2008      | 30   | WrestleMania XXIV             | |
| —                           | Vacante         | —   | 29 de abril de 2008      | —    | Friday Night SmackDown!       | Por decisión de Vickie Guerrero por haberlo ganado usando la «Hell's Gate», movimiento que se encontraba prohibido.                                                                                 |
| 21                          | Edge            | 3   | 1 de junio de 2008       | 29   | One Night Stand               | Fue un Tables, Ladders & Chairs match. |
| WWE Raw                     |                 |     |                          |      |                               | |
| 22                          | CM Punk         | 1   | 30 de junio de 2008      | 69   | RAW Zone                      | Usó su oportunidad del Money in the Bank. |
| 23                          | Chris Jericho   | 1   | 7 de septiembre de 2008  | 49   | Unforgiven                    | Derrotó a Batista, Rey Mysterio, Kane y John "Bradshaw" Layfield en un Championship Scramble. |
| 24                          | Batista         | 4   | 26 de octubre de 2008    | 8    | Cyber Sunday                  | Steve Austin fue el árbitro especial. |
| 25                          | Chris Jericho   | 2   | 3 de noviembre de 2008   | 20   | RAW's 800th Episode           | Fue un Steel Cage match. |
| 26                          | John Cena       | 1   | 23 de noviembre de 2008  | 84   | Survivor Series               | |
| WWE SmackDown               |                 |     |                          |      |                               | |
| 27                          | Edge            | 4   | 15 de febrero de 2009    | 49   | No Way Out                    | Derrotó a John Cena, Chris Jericho, Rey Mysterio, Kane y Mike Knox en una Elimination Chamber match.                                                                                                |
| WWE PG Era                  |                 |     |                          |      |                               | |
| WWE Raw                     |                 |     |                          |      |                               | |
| 28                          | John Cena       | 2   | 5 de abril de 2009       | 21   | WrestleMania XXV              | Derrotó a Edge y The Big Show. |
| WWE SmackDown               |                 |     |                          |      |                               | |
| 29                          | Edge            | 5   | 26 de abril de 2009      | 42   | Backlash                      | Fue un Last Man Standing match. |
| 30                          | Jeff Hardy      | 1   | 7 de junio de 2009       | 0    | Extreme Rules                 | Fue un Ladder match. |
| 31                          | CM Punk         | 2   | 7 de junio de 2009       | 49   | Extreme Rules                 | Usó su oportunidad del Money in the Bank. |
| 32                          | Jeff Hardy      | 2   | 26 de julio de 2009      | 28   | Night of Champions            | |
| 33                          | CM Punk         | 3   | 23 de agosto de 2009     | 42   | SummerSlam                    | Fue un Tables, Ladders & Chairs match. |
| 34                          | The Undertaker  | 3   | 4 de octubre de 2009     | 140  | Hell in a Cell                | Fue un Hell in a Cell match. |
| 35                          | Chris Jericho   | 3   | 21 de febrero de 2010    | 37   | Elimination Chamber           | Derrotó a The Undertaker, CM Punk, Rey Mysterio, John Morrison y R-Truth en una Elimination Chamber match.                                                                                          |
| 36                          | Jack Swagger    | 1   | 30 de marzo de 2010      | 82   | Friday Night SmackDown!       | Usó su oportunidad del Money in the Bank. |
| 37                          | Rey Mysterio    | 2   | 20 de junio de 2010      | 28   | Fatal 4-Way                   | Derrotó a Jack Swagger, CM Punk y The Big Show. Durante su reinado el título se nombró como World Championship.                                                                                     |
| 38                          | Kane            | 1   | 18 de julio de 2010      | 154  | Money in the Bank             | Usó su oportunidad del SmackDown! Money in the Bank. |
| 39                          | Edge            | 6   | 19 de diciembre de 2010  | 58   | TLC: Tables, Ladders & Chairs | Derrotó a Kane, Rey Mysterio y Alberto Del Rio en un Tables, Ladders & Chairs match. |
| —                           | Vacante         | —   | 15 de febrero de 2011    | —    | SmackDown!'s 600th Episode    | Por decisión de Vickie Guerrero tras haberlo retenido usando una «Spear», movimiento que se encontraba prohibido.                                                                                   |
| WWE Programming changes Era |                 |     |                          |      |                               | |
| 40                          | Dolph Ziggler   | 1   | 15 de febrero de 2011    | 0    | SmackDown!'s 600th Episode    | Otorgado por la Gerente General de SmackDown Vickie Guerrero. |
| 41                          | Edge            | 7   | 15 de febrero de 2011    | 56   | SmackDown!'s 600th Episode    | |
| —                           | Vacante         | —   | 12 de abril de 2011      | —    | Friday Night SmackDown!       | Debido al retiro de Edge. |
| 42                          | Christian       | 1   | 1 de mayo de 2011        | 2    | Extreme Rules                 | Derrotó a Alberto Del Rio en un Ladder match. |
| 43                          | Randy Orton     | 2   | 3 de mayo de 2011        | 75   | Friday Night SmackDown!       | Emitido el 6 de mayo. |
| 44                          | Christian       | 2   | 17 de julio de 2011      | 28   | Money in the Bank             | Ganó el título por descalificación. |
| 45                          | Randy Orton     | 3   | 14 de agosto de 2011     | 35   | SummerSlam                    | Fue un No Holds Barred match. |
| 46                          | Mark Henry      | 1   | 18 de septiembre de 2011 | 91   | Night of Champions            | |
| 47                          | The Big Show    | 1   | 18 de diciembre de 2011  | 0    | TLC: Tables, Ladders & Chairs | Fue un Chairs match. |
| 48                          | Daniel Bryan    | 1   | 18 de diciembre de 2011  | 105  | TLC: Tables, Ladders & Chairs | Usó su oportunidad del SmackDown! Money in the Bank. |
| 49                          | Sheamus         | 1   | 1 de abril de 2012       | 210  | WrestleMania XXVIII           | Fue en 18 segundos. |
| 50                          | The Big Show    | 2   | 28 de octubre de 2012    | 72   | Hell in a Cell                | |
| 51                          | Alberto Del Rio | 1   | 8 de enero de 2013       | 90   | Friday Night SmackDown!       | Fue un Last Man Standing match. Emitido el 11 de enero de 2013. |
| WWE (sin marca definida)    |                 |     |                          |      |                               | |
| 52                          | Dolph Ziggler   | 2   | 8 de abril de 2013       | 69   | Monday Night RAW              | Usó su oportunidad del World Heavyweight Championship Money in the Bank. |
| 53                          | Alberto Del Rio | 2   | 16 de junio de 2013      | 133  | Payback                       | |
| 54                          | John Cena       | 3   | 27 de octubre de 2013    | 49   | Hell in a Cell                | |
| 55                          | Randy Orton     | 4   | 15 de diciembre de 2013  | 0    | TLC: Tables, Ladders & Chairs | Fue un Tables, Ladders & Chairs match. |
| —                           | Unificado       | —   | 15 de diciembre de 2013  | —    | TLC: Tables, Ladders & Chairs | Con el Campeonato de la WWE formando el Campeonato Mundial Peso Pesado de la WWE. |

### Total de días con el título
| N.º | Campeón         | Reinados | Total de días |
| --- | --------------- | -------- | ------------- |
| 1   | Triple H        | 5        | 616           |
| 2   | Batista         | 4        | 507           |
| 3   | Edge            | 7        | 409           |
| 4   | Alberto Del Rio | 2        | 223           |
| 5   | Sheamus         | 1        | 210           |
| 6   | The Undertaker  | 3        | 207           |
| 7   | CM Punk         | 3        | 160           |
| 8   | Chris Benoit    | 1        | 154           |
| 8   | Kane            | 1        | 154           |
| 8   | John Cena       | 3        | 154           |
| 11  | Rey Mysterio    | 2        | 140           |
| 12  | Randy Orton     | 4        | 138           |
| 13  | King Booker     | 1        | 126           |
| 14  | Chris Jericho   | 3        | 106           |
| 15  | Daniel Bryan    | 1        | 105           |
| 16  | Mark Henry      | 1        | 91            |
| 17  | Goldberg        | 1        | 84            |
| 18  | Kurt Angle      | 1        | 82            |
| 18  | Jack Swagger    | 1        | 82            |
| 20  | The Big Show    | 2        | 72            |
| 21  | Dolph Ziggler   | 2        | 69            |
| 22  | The Great Khali | 1        | 61            |
| 23  | Christian       | 2        | 30            |
| 24  | Shawn Michaels  | 1        | 28            |
| 24  | Jeff Hardy      | 2        | 28            |

### Mayor cantidad de reinados
| Reinados | Luchador (es)                                                                     |
| -------- | --------------------------------------------------------------------------------- |
| 7 veces  | Edge                                                                              |
| 5 veces  | Triple H                                                                          |
| 4 veces  | Batista, Randy Orton                                                              |
| 3 veces  | CM Punk, Chris Jericho, The Undertaker, John Cena                                 |
| 2 veces  | Rey Mysterio, Jeff Hardy, Dolph Ziggler, Christian, The Big Show, Alberto Del Rio |